# Hoplasoma rostripennis
Hoplasoma rostripennis es una especie de insecto coleóptero de la familia Chrysomelidae.
Fue descrita científicamente en 1888 por Allard.